# Некрасовка (Костанайская область)
Некрасовка (каз. Некрасов) — село в Денисовском районе Костанайской области Казахстана. Входит в состав Денисовского сельского округа. Находится примерно в 1 км к югу от районного центра, села Денисовка. Код КАТО — 394049100.

## Население
В 1999 году население села составляло 735 человек (361 мужчина и 374 женщины). По данным переписи 2009 года, в селе проживали 674 человека (319 мужчин и 355 женщин).